# バットマン & ロビン Mr.フリーズの逆襲
『バットマン&ロビン Mr.フリーズの逆襲』（バットマンアンドロビン ミスターフリーズのぎゃくしゅう、BATMAN & ROBIN）は、DCコミックスの『バットマン』を原作とした1997年公開のスーパーヒーロー映画である。監督はジョエル・シュマッカー、脚本はアキヴァ・ゴールズマン、出演はジョージ・クルーニー、クリス・オドネル、アリシア・シルヴァーストーン、ユマ・サーマン、アーノルド・シュワルツェネッガーらで、ワーナー・ブラザースが配給した。映画「バットマンシリーズ」の4作目であり、バットマンとロビンがゴッサム・シティを氷漬けにしようと企むMr.フリーズ、ポイズン・アイビー、ベインに立ち向かう物語である。
企画は『バットマン フォーエヴァー』（1995年）が興行的に成功した直後に始まり、撮影は1996年9月から1997年1月まで行われた。
1997年6月20日に封切られたが、批評家には玩具チックでキャンプなアプローチ、シュマッカーが追加した同性愛的暗示もあって酷評された。第18回ゴールデンラズベリー賞では最低作品賞などにノミネートされた。この後、ワーナー・ブラザースは企画していたシリーズ5作目『Batman Triumphant』を中止し、クリストファー・ノーラン監督の『バットマン ビギンズ』（2005年）でシリーズはリブートされた。
日本版ポスター等でのキャッチコピーは、「主役はオレだ!!」「ついに最強の敵、出現。」。

## ストーリー
バットマン&ロビンの前に現れた冷凍怪人Mr.フリーズ。不治の病の妻を冷凍保存する際、事故で氷点下でしか生きられなくなった彼は、冷凍スーツの原動力となるダイヤモンドを強奪する。
そのころ南米ではウッドルー教授の実験により、改造戦士ベインが誕生。ウッドルーはこの筋肉増強剤を闇で売りさばこうとしていた。植物学研究者パメラ・アイズリーはその秘密を知った為殺されかけるが植物の毒素と反応を起こし、フェロモンと毒を含有するポイズンアイビーとして蘇生。逆にウッドルーを始末しベインとともにゴッサムへ向かう。
ブルースの忠実な執事にして親代わりであるアルフレッドは病に冒されていた。命尽きる時のため、彼は自らの後釜として弟を探す。そんな頃、姪であるバーバラが訊ねてきた。ブルースと衝突したディックは彼女に惹かれる。
アイビーとフリーズが手を組む一方で仲間割れするバットマンとロビン。倒れるアルフレッド。そんな中バーバラは、病床のアルフレッドから弟に渡すようにと託された記録ディスクを盗み見し、屋敷の地下秘密基地バットケイブに侵入する。

## 登場人物
ブルース・ウェイン（バットマン）
ゴッサム一の大富豪であり、ウェイン産業社長。プレイボーイぶりは相変わらず。
前作「フォーエヴァー」から共に戦うようになったロビンだが、彼の無鉄砲さに頭を悩ませている。更には、大切な家族といっても過言ではないアルフレッドが不治の病にかかり、気づくのが遅れてしまった事を悔やんでいる。
今回Mr.フリーズを誘き出す為に「ウェインダイヤ」というウェイン家の宝をオークションに出品したか、ポイズン・アイビーの邪魔により奪われてしまう。さらには手を組んだポイズン・アイビーの策略にかかり、ロビンとの関係に亀裂が入ってしまう。
バットマン
ブルース・ウェインがバットスーツを装着した姿。ハイテク装備を駆使した戦闘だけでなく、鍛え上げた肉体のみの格闘戦もこなす。Mr.フリーズとの決戦では寒冷地仕様のスーツを装着している。
ディック・グレイソン（ロビン）
元曲芸サーカス団員で、前作以降はウェイン家の居候として生活している。
ロビンとして戦うようになったものの、血気盛んな為に猪突猛進気味なのは相変わらず。時には戦闘時に危機に陥ってはバットマンに助けられるという恥ずかしい事態に。その為、逆恨みからブルースと険悪な状態になり、追い討ちをかけるようにポイズン・アイビーの罠にかかり、ブルースを敵視するようになってしまう。
また、アルフレッドの不治の病にかかった事に自分だけが気付かなかった事を悔やんでいる。
ロビン
前作「フォーエヴァー」にてアルフレッドが製作したスーツ。胸にはロビンの頭文字「R」が刻まれている。前作同様、ボディスーツとアイマスク。
ロビンは「駒鳥(こまどり)」の意。
サーカス出身の為、アクロバティックな戦法に長けており、若さゆえの猪突猛進さが良くも悪くも持ち味。
バットマン同様に寒冷地仕様のスーツを最終決戦で使用した。
バーバラ・ウィルソン（バットガール）
学校の休みを利用してウェイン家に遊びに来たアルフレッドの姪。ロンドンの名門校に通うお嬢様で、清楚でおしとやかに見えるが、実はかなりのヤンチャ娘。
夜な夜な開催されるバイクレースに出場しては賞金を荒稼ぎする女レーサーの顔を持つ。学校もレース出場がバレて退学同然で飛び出してきていた。家族の中でもアルフレッドを特に慕っており、「執事」という仕事を惨めと捉えており、こき使っているブルース達を嫌い、病気の事を何も気付かなかったディックには冷たく当たっている。さらには惨めな執事の仕事を辞めさせて二人で暮らそうとまで思っていた。
死期を悟ったアルフレッドは自分の後継者として、弟のウィルフレッドを探して渡すようにデータディスクを渡すが、彼女はそれを解読。ブルース達がバットマンとロビンである事を知りバットケイブに侵入した。
バットガール
アルフレッドがバーバラ用に予め製作していた専用のバットスーツ。ロビン同様にボディスーツとアイマスクになっている。
身体の柔らかさを活かした格闘術を持ち、ポイズン・アイビーの罠に飛び込んだバットマン達を救出した。彼女のスーツも寒冷地仕様のものがあり、最終決戦で装着した。
アルフレッド・ペニーワース
ブルース・ウェイン/バットマンに長年仕え、彼を支えてきた執事。
ブルースたちには隠していたが、不治の病にかかってしまった為に余命幾ばくもない状態になっている。唯一治療出来るのはMr.フリーズが開発した薬のみである。
バットマンとしての彼らを支える為にも弟のウィルフレッドを探すようバーバラにディスクを託した。しかし、バーバラがディスクのプロテクトを突破する事を予測しており、事前にバットケイブに彼女用のスーツとコンピュータに彼女当てに、二人に協力するようにメッセージを残しておいた。
ゴードン・警視総監
ゴッサム市警警視総監。ブルースの友人であり、バットマンと共に長年戦ってきた戦友である。
今回、ポイズン・アイビーのフェロモンによる誘惑でバットシグナルの鍵を渡してしまった。
ヴィクター・フリーズ / Mr.フリーズ
全てを凍らせる冷凍銃と全身を冷却スーツを身に纏った強盗犯。
元々は良心ある化学者だったが、妻がアルフレッドと同じ病にかかった為、彼女の治療の実験中、液体窒素のプールに落下してしまい0度以上の体温では死んでしまう身体になってしまった。
以来、冷却スーツを装着しないと生きていられない身体になり、スーツのエネルギー源であるダイヤの強盗を繰り返す。
ブルースのウェインダイヤを奪いに現れた際にポイズン・アイビーと三つ巴の争いになるが、フェロモンの誘惑に負けたバットマン達をよそにダイヤを奪っていく。彼に目をつけたアイビーの罠により、彼の妻がバットマンに殺されたと言われ逆上。復讐の為にゴッサム全てを凍らせる作戦に出る。
パメラ・アイズリー / ポイズン・アイビー
植物に異常な愛着を注ぐ植物学者。化粧はしない、髪はボサボサとまったく冴えない女性でウッドルー博士の助手として働いていたが、博士に自身の研究を盗用されただけでなく、裏の顔を知った為に殺害される。
しかし、自身の研究を盗用していた博士の兵士改造薬と植物とパメラの細胞が融合してポイズン・アイビーとして復活。全ての男を誘惑し惑わせるフェロモンガスと毒の口づけで博士を殺害し、ベインを引き連れてゴッサムに現れる。
Mr.フリーズを誘惑するも失敗した為に彼に固執し、彼の妻が眠る冷凍保存装置を破壊して殺害。それをバットマン達のせいにしてMr.フリーズに世界中を凍らせ、その後は植物が地球を支配する世界を作ろうと企む。
アントニオ・ディエゴ / ベイン
元は大罪を犯した犯罪者。ウッドルー博士の人体実験にベノムを射たれて、多大な怪力を持った怪人ベインへと生まれ変わった。頭の切れる人物でもあった原作とは違い、実験の結果から知性は失われ、アイビーの忠実な部下として働く。
ウッドルー博士
パメラの研究を盗用して開発した兵士改造用の薬ベノムを開発したマッドサイエンティスト。ベノムを裏社会で売買して金儲けを企むが、パメラに知られた事で殺害。しかし、ポイズン・アイビーとして復活したパメラに毒の口づけで殺害される。
原作コミックと異なり、フロロニックマンにはならない。

## キャスト
| 役名                                    | 俳優                                     | 日本語吹替                                                                | 日本語吹替                                                                           | 日本語吹替 |
| 役名                                    | 俳優                                     | ソフト版                                                                  | テレビ朝日版 （吹替補完版）                                                          |            |
| --------------------------------------- | ---------------------------------------- | ------------------------------------------------------------------------- | ------------------------------------------------------------------------------------ | ---------- |
| ブルース・ウェイン / バットマン         | ジョージ・クルーニー                     | 竹中直人                                                                  | 小山力也 （小山力也）                                                                |            |
| ディック・グレイソン / ロビン           | クリス・オドネル                         | 宮本充                                                                    | 森川智之 （森川智之）                                                                |            |
| バーバラ・ウィルソン / バットガール     | アリシア・シルヴァーストーン             | 岡本麻弥                                                                  | 石塚理恵                                                                             |            |
| パメラ・アイズリー / ポイズン・アイビー | ユマ・サーマン                           | 戸田恵子                                                                  | 田中敦子                                                                             |            |
| ヴィクター・フリーズ / Mr.フリーズ      | アーノルド・シュワルツェネッガー         | 大友龍三郎                                                                | 玄田哲章                                                                             |            |
| アルフレッド・ペニーワース              | マイケル・ガフ                           | 松岡文雄                                                                  | 内田稔 （御友公喜）                                                                  |            |
| ジェームズ・ゴードン総監                | パット・ヒングル                         | 緒方賢一                                                                  | 藤本譲                                                                               |            |
| アントニオ・ディエゴ / ベイン           | ジープ・スウェンソン                     | 郷里大輔                                                                  | 宝亀克寿                                                                             |            |
| アントニオ・ディエゴ / ベイン           | マイケル・リード・マッケイ（改造前）     | 松本大                                                                    | 谷昌樹                                                                               |            |
| ジェイソン・ウッドルー博士              | ジョン・グローヴァー                     | 田原アルノ                                                                | 山野史人                                                                             |            |
| ジュリー・マディソン                    | エル・マクファーソン                     | 日野由利加                                                                | 松谷彼哉                                                                             |            |
| ノーラ・フライズ                        | ヴェンデラ・カーセボム・トメソン         |                                                                           |                                                                                      |            |
| フロスティ                              | ジョー・サバティーノ                     | 星野充昭                                                                  | 後藤哲夫                                                                             |            |
| ミズ・B・ヘイブン                       | ヴィヴィカ・A・フォックス （カメオ出演） |                                                                           | 吉川亜紀子                                                                           |            |
| リー博士（天文台の科学者）              | マイケル・ポール・チャン （カメオ出演）  | 石井隆夫 （吉田幸紘）                                                     | 水野龍司                                                                             |            |
| ゴシップ・ガーティ                      |                                          | 佐藤しのぶ                                                                | さとうあい                                                                           |            |
| その他声の出演                          |                                          | 津田真澄 沢海陽子 岡本章子 大黒和広 室園丈裕 佐藤美智子 柳沢栄治 高瀬右光 | 磯辺万沙子 廣田行生 藤原美央子 相沢正輝 室園丈裕 吉田孝 芝原チヤコ 水内清光 河相智哉 |            |
| 日本語版制作スタッフ                    |                                          |                                                                           |                                                                                      |            |
| 演出                                    |                                          | 蕨南勝之                                                                  | 蕨南勝之                                                                             |            |
| 翻訳                                    |                                          | 平田勝茂                                                                  | 平田勝茂                                                                             |            |
| 効果                                    |                                          |                                                                           | リレーション                                                                         |            |
| 調整                                    |                                          | 小川るみ 滝沢康                                                           | 荒井孝                                                                               |            |
| プロデューサー                          |                                          | 貴島久祐子                                                                | 島袋憲一郎 松田佐栄子                                                                |            |
| 音響制作                                |                                          | 相原正之                                                                  |                                                                                      |            |
| 制作                                    |                                          | ワーナー・ホーム・ビデオ プロセンスタジオ                                 | 東北新社 （ブロードメディア）                                                        |            |
| 初回放送                                |                                          |                                                                           | 2000年1月16日 『日曜洋画劇場』                                                       |            |

- テレビ朝日版は2014年12月20日にWOWOWでカット部分（約8分[3]）を追加録音した「吹替補完版」が放送。

## 製作
1995年に『バットマン フォーエヴァー』が興行的に成功した後、ワーナー・ブラザースはすぐに続編を決定した。8月にワーナーは監督のジョエル・シュマッカーと脚本のアキヴァ・ゴールズマンを続投させるために雇い、1997年6月公開ならば製作が間に合うと判断した。シュマッカーはバットマンの1960年代のテレビシリーズのキャンプ様式とディック・スプラングの作品へのオマージュを望んだ。『バットマン & ロビン』のストーリーラインは、『評決のとき』のプリプロダクション中にシュマッカーとゴールズマンによって考え出された。Mr.フリーズのバックストーリーの一部は、テレビアニメ『バットマン』のエピソード「氷の心を持つ男〜怪人ミスター・フリーズ〜」を基としている。主要撮影は当初1996年8月を予定していたが、同年9月12日まで遅れた。撮影は1997年1月下旬に完了した。撮影は主にカリフォルニア州バーバンクのワーナー・ブラザース・スタジオで行われた。
プロダクションデザイナーのバーバラ・リンは「（ゴッサム・シティのデザインは）ネオンまみれの東京とマシーン・エイジから来ている。ゴッサムはエクスタシーの国際博覧会のようだ」と述べた。視覚効果シークエンスはリズム&ヒューズ・スタジオとパシフィック・データ・イメージズが手がけ、ジョン・ダイクストラとアンドリュー・アダムソンが視覚効果スーパーバイザーを務めた。

### 音楽
『バットマン フォーエヴァー』と同じくエリオット・ゴールデンサールが映画音楽を手がけた。サウンドトラックにはスマッシング・パンプキンズの「The End Is the Beginning Is the End」、グー・グー・ドールズの「Lazy Eye」など多数のアーティストの曲が含まれた。またR・ケリーはサウンドトラックのために「Gotham City」を書いた。サウンドトラック盤は映画公開の1ヶ月前のとなる1997年5月27日に発売された

## マーケティング
予告編は1997年2月19日の『エンターテイメント・トゥナイト』で初公開された。ワーナー・ブラザースはプロモーションとマーケティングに1500万ドルを費やした。

## 評価

### 興行収入
北アメリカでは1997年6月20日に公開され、初週末に4287万2605ドルを売り上げた。これは1997年の初週末成績としては3位の記録である。しかし、次の週末の興行収入は63%落ち込んだ。この落ち込みはネガティブな口コミによるものでもあり、また、『フェイス/オフ』と『ヘラクレス』との競合も原因であった。シュマッカーは「それはAin't It Cool Newsのハリー・ノウルズやDark Horizonsのような映画サイトによって仕掛けられたイエロー・ジャーナリズムだ」と主張した。最終的な興行収入は北米で約1億730万ドル、その他の国々で約1億3090万ドル、全世界で約2億3820万ドルに達した。ワーナー・ブラザースは北米での興業の失敗を認めたが、海外では成功であると指摘した。

### 批評家の反応
『バットマン & ロビン』の批評家の反応は否定に偏った。Rotten Tomatoesでは95件のレビューで支持率は11%、平均点は3.8/10、批評家の一致した見解は「ジョエル・シュマッカーのふざけた態度が『バットマン&ロビン Mr.フリーズの逆襲』で我慢の限界に達したことで気の狂った愚かな映画になってしまい、あまりに冗談が過ぎていて大して好きにはなれない。」となっている。またMetacriticでは21件のレビューのうち高評価は1件、賛否混在は9件、低評価は11件で加重平均値は28/100となっている。
シュマッカーとプロデューサーのピーター・マクレガー＝スコットは、本作の不評はワーナー・ブラザースが製作を急いだために起こったと主張した。「ワーナー・ブラザースは『バットマン & ロビン』をもっとファミリー・フレンドリーにするように圧力をかけてきた」とシュマッカーは説明した。また「我々はあまり重苦しくない『バットマン』映画にし、苦悩を減らし、よりヒロイックにすることに決めていた。それが理由で非難されていることは知っているが、私はそのアプローチに全く害は見いだせなかった」と述べた。『シカゴ・サンタイムズ』のロジャー・イーバートは玩具的なアプローチとMr.フリーズのつまらないジョークを批判した。『ロサンゼルス・タイムズ』のケネス・トゥランは本作が映画『バットマン』シリーズを「殺した」と考え、また視覚効果に頼りすぎていると感じた。『ワシントン・ポスト』のデッソン・トムソンはシュマッカーの方向性とゴールズマンの脚本を非難した。『サンフランシスコ・クロニクル』のミック・ラサールは、「ジョージ・クルーニーはこの映画におけるビッグ・ゼロであり、シリーズにおけるジョージ・レーゼンビーとして歴史に名を残すべきだ」と主張した。一方で、ニューヨーク・タイムズのジャネット・マスリンは肯定的な評価を与えた。彼女はユマ・サーマンの演技、映画の美術、衣裳デザインを称賛した。
映画を見た者の多くは、シュマッカーが同性愛の暗示をストーリーに組み込んでいると考えた。ジェームズ・ベラーディネリはバットスーツの乳首や、尻や股間をクローズアップするカメラアングルに疑問を呈した。前作『バットマン フォーエヴァー』でも同様にバットマンとロビンのスーツに乳首とコッドピースがつけられていた。シュマッカーは「私にはバットスーツとロビンのスーツに乳首を付けることが国際的な見出しを喚起することになるとは考えもしなかった。スーツは古代ギリシャ彫刻から来ており、完璧な体を表す。これらは解剖学的に正しい」と説明した。ジョージ・クルーニーは「バットマンはゲイだから（「gay」の本来の意味である「陽気な」「派手な」とかけている）、ジョエル・シュマッカーは“我々は別の『バットマン』映画を作ったわけじゃない”と僕に言った」とジョークを言った。クルーニーはこの映画に批判的で、「私たちがフランチャイズを殺してしまったかもしれない」と語り、また「金の無駄」とも呼んだ。

### 受賞とノミネート
| 賞                       | 部門                                                     | 候補                                                      | 結果       |
| ------------------------ | -------------------------------------------------------- | --------------------------------------------------------- | ---------- |
| ゴールデンラズベリー賞   | 最低作品賞                                               | 『バットマン & ロビン Mr.フリーズの逆襲』                 | ノミネート |
| ゴールデンラズベリー賞   | 最低助演男優賞                                           | クリス・オドネル                                          | ノミネート |
| ゴールデンラズベリー賞   | 最低助演男優賞                                           | アーノルド・シュワルツェネッガー                          | ノミネート |
| ゴールデンラズベリー賞   | 最低助演女優賞                                           | アリシア・シルヴァーストーン                              | 受賞       |
| ゴールデンラズベリー賞   | 最低助演女優賞                                           | ユマ・サーマン                                            | ノミネート |
| ゴールデンラズベリー賞   | 最低スクリーンカップル賞                                 | ジョージ・クルーニー、クリス・オドネル                    | ノミネート |
| ゴールデンラズベリー賞   | 最低監督賞                                               | ジョエル・シュマッカー                                    | ノミネート |
| ゴールデンラズベリー賞   | 最低脚本賞                                               | アキヴァ・ゴールズマン                                    | ノミネート |
| ゴールデンラズベリー賞   | 最低リメイク及び続編賞                                   | 『バットマン & ロビン Mr.フリーズの逆襲』                 | ノミネート |
| ゴールデンラズベリー賞   | 最低人命軽視と公共物破壊しまくり作品賞                   | 『バットマン & ロビン Mr.フリーズの逆襲』                 | ノミネート |
| ゴールデンラズベリー賞   | 最低主題歌賞                                             | ビリー・コーガン、「The End Is the Beginning Is the End」 | ノミネート |
| スティンカーズ最低映画賞 | 最低助演女優賞                                           | アリシア・シルヴァーストーン                              | 受賞       |
| スティンカーズ最低映画賞 | 最低映画賞                                               | 『バットマン & ロビン Mr.フリーズの逆襲』                 | 受賞       |
| スティンカーズ最低映画賞 | 興行収入1億ドルを超えた最低脚本賞                        | アキヴァ・ゴールズマン                                    | 受賞       |
| スティンカーズ最低映画賞 | 最低の監督センス（こいつがまた監督する前に阻止しろ！）賞 | ジョエル・シュマッカー                                    | 受賞       |
| サターン賞               | ファンタジー映画賞                                       | 『バットマン & ロビン Mr.フリーズの逆襲』                 | ノミネート |
| サターン賞               | メイクアップ賞                                           | ヴィ・ニール、ジェフ・ドーン                              | ノミネート |
| サターン賞               | 衣装デザイン賞                                           | イングリッド・フェリン、ロバート・タートリス              | ノミネート |

### 続編の中止
『バットマン & ロビン』の撮影中、ワーナー・ブラザースはそのディティールに感銘を受け、ジョエル・シュマッカーを続編の監督として引き続き雇おうと考えた。しかしながら脚本のアキヴァ・ゴールズマンは続編の脚本執筆依頼を拒否した。1996年後半、ワーナー・ブラザースとシュマッカーは5作目の脚本家としてマーク・プロトセヴィッチを雇った。そして公開日は1999年半ばと発表された。タイトルは『Batman Triumphant』であり、プロトセヴィッチの脚本ではスケアクロウがメイン・ヴィランとなっていた。スケアクロウの毒ガスにより、バットマンの心の中の幻覚としてジョーカーが復活し、またハーレイ・クインがジョーカーの娘として描かれていた。ジョージ・クルーニーとクリス・オドネルもバットマンとロビンを再演する予定であった。しかしながら『バットマン & ロビン』が失敗に終わると、クルーニーはもう二度とバットマンをやらないと語った。
ワーナー・ブラザースは『バットマン・ザ・フューチャー』を実写化とフランク・ミラーの『バットマン: イヤーワン』の翻案を検討した。シュマッカーは「初心に返ってダークナイトのダークな描写になるだろう」と考えた。彼は1998年半ばに『バットマン: イヤーワン』のためにワーナー・ブラザースに近づいたが、ワーナー側はダーレン・アロノフスキーを雇うことに興味を示していた。アロノフスキーとフランク・ミラーは『イヤーワン』の脚本を開発し、アロノフスキーが監督しようとしたが、最終的に中止となった。2003年1月に次の『バットマン』映画の監督にクリストファー・ノーランが就任し、『バットマン ビギンズ』（2005年）にリブートされた。

## 備考
- シュワルツェネッガーは1984年公開の『ターミネーター』以来、13年ぶりの悪役となった。
- 公開当時、日本ではバットマン役のジョージ・クルーニーよりも、Mr.フリーズ役のアーノルド・シュワルツェネッガーのほうが圧倒的に知名度が高かったため、主役のクルーニー(バットマン)を差し置いて、悪役であるシュワルツェネッガー(Mr.フリーズ)のみが写っているポスターも制作された。